# تپه قلاکهنه دوزان
تپه قلا کهنه دوزان مربوط به دوران‌های تاریخی پس از اسلام است و در شهرستان الیگودرز، جنوب روستای دوزان واقع شده و این اثر در تاریخ ۵ آذر ۱۳۸۰ با شمارهٔ ثبت ۴۳۵۲ به‌عنوان یکی از آثار ملی ایران به ثبت رسیده است.